# Andrew Ervin
 (juin 2016).
Si vous disposez d'ouvrages ou d'articles de référence ou si vous connaissez des sites web de qualité traitant du thème abordé ici, merci de compléter l'article en donnant les références utiles à sa vérifiabilité et en les liant à la section « Notes et références ».
Andrew Ervin, né le 26 mars 1971 à Media (Pennsylvanie), est un écrivain et critique littéraire américain.

## Biographie
Son premier livre est une collection de novellas, Extraordinary Renditions, publié en 2010.
Andrew Ervin publie son premier roman en 2015, Burning Down George Orwell's House, traduit en français sous le titre de L'Incendie de la maison de George Orwell.
En tant que critique, Ervin a publié des dizaines de comptes rendus dans des journaux tels que USA Today, The New York Times Book Review, The Believer, The Philadelphia Inquirer, The Washington Post, San Francisco Chronicle, The Miami Herald, Chicago Tribune, The Boston Globe, American Book Review, entre autres. Ses essais critiques sont en ligne sur les sites de Salon, The Rumpus, Conversational Reading et Publishing Perspectives.
En 2017, il sort un livre critique sur l'histoire des jeux vidéo (Bit by Bit: How Video Games Transformed Our World).

## Œuvres

### Roman
- L'Incendie de la maison de George Orwell, traduit de l'anglais par Marc Weitzmann, Éditions Joëlle Losfeld, 2016.

### Novella
- Extraordinary Renditions: 3 Novellas, Coffee House Press, 2010.

### Essai
- Bit by bit: how video games transformed our world, 2017